# Juan Pablo Cortés
Juan Pablo Cortés Zapata (18 dicembre 2004) è un tuffatore spagnolo, campione europeo a Belgrado 2024 nella squadra mista e viceampione nel trampolino 3 m sincro.

## Palmarès
| Anno    | Manifestazione | Sede           | Evento  | Risultato | Prestazione | Note |
| ------- | -------------- | -------------- | ------- | --------- | ----------- | ---- |
| Europei | Belgrado       | Trampolino 1 m | 21º     | 245,85 p. |             |      |
| Europei | Belgrado       | Trampolino 3 m | 13º     | 337,25 p. |             |      |
| Europei | Belgrado       | Sincro 3 m     | Argento | 379,08 p. |             |      |
| Europei | Belgrado       | Squadra mista  | Oro     | 367,65 p. |             |      |